# جاك ماكالوم
جاك ماكالوم (بالإنجليزية: Jack McCallum)‏ (1949)؛ صحفي وروائي أمريكي.

## روابط خارجية
- جاك ماكالوم على موقع IMDb (الإنجليزية)